# Hispaniolatrast
Hispaniolatrast (Turdus swalesi) är en fågel i familjen trastar inom ordningen tättingar.

## Utseende och läten
Hispaniolatrasten är en rätt stor (26 cm) och mörk, skogslevande trast. Adulta fåglar har skiffersvart ovansida och huvud med orange näbb och orangefärgad ögonring. Strupen är vitstreckad och övre delen av bröstet är skifferfärgat, medan nedre delen av bröstet och flankerna är röda runt den vita buken. Sången beskrivs som högljudda, flöjtande serier med "tu-re-oo" och "cho-ho-cho". Bland lätena hörs gurglande ljud och ljudliga "wheury-wheury-wheury" som varningsläte.

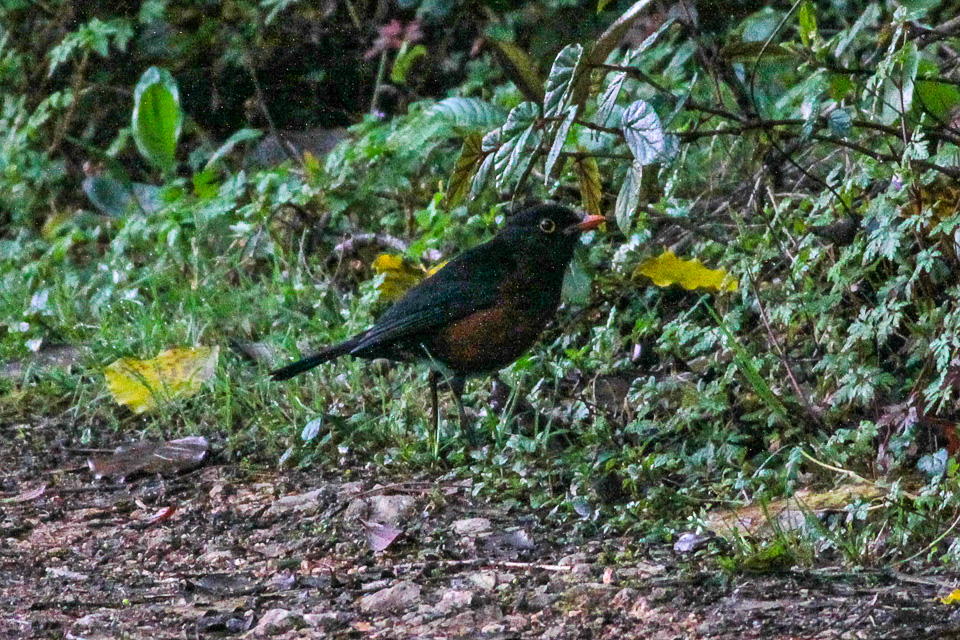

## Utbredning och systematik
Hispaniolatrast delas in i två underarter med följande utbredning:
- Turdus swalesi dodae – förekommer i fuktiga bergsskogar i centrala Dominikanska republiken
- Turdus swalesi swalesi – förekommer i fuktiga skogar i Haiti (Morne La Selle)

## Status
IUCN kategoriserade arten fram till 2018 som starkt hotad på grund av en liten och fragmenterad population med ett minskande utbredningsområde. Därefter har den nedgraderats till kategorin sårbar.

## Namn
Fågelns vetenskapliga artnamn hedrar Bradshaw Hall Swales (1875-1928), amerikansk advokat, antropolog och ornitolog.